# ملكة سعد
ملكة سعد صحفية لبنانية ومؤلفة مجلة الجنس اللطيف. كان لها دوراً مهمًا لتطوير الحركة النسائية في مصر. كانت ملكة غامضة لا يعرف سوى القليل عن حياتها الشخصية، بخلاف حقيقة أنها قضت معظمها في مصر. أحد الأسباب المحتملة لبقائها في مصر هو أن حرية التعبير كانت منتشرة هناك أكثر من الدول العربية التي احتلتها الدولة العثمانية مثل لبنان وسوريا. حيث حُظى المؤلفون العرب بفرص أفضل في مصر لنشر أعمالهم بلغتهم الأم. شددت ملكة على أهمية إشراك المرأة في المجتمع إلى جانب الرجال.

## حياتها
عملت ملكة سعد كمدرسة بعد اكمال دراستها في لبنان ورجوعها الى القاهرة، حيث أحبت مهنة التدريس كثيراً، كما كان لملكة نشاط نسائي وطني واسع، وذلك أنها كانت تؤمن بدعوة المفكر قاسم امين الخاصة بتحرير المرأة المصرية والنهوض بها والارتقاء بحالها كشريك أساسي للرجل في المجتمع.

## مؤلفاتها
1. "الجنس اللطيف" صدر أول إصدار لهذه المجلة في 5 يوليو 1908 نُشرت الإصدارات اللاحقة من المجلة شهريًا. والتي استمرت في الصدور ما يقرب من 14 سنة الى سنة 1921.
تناولت الآراء الواردة في مجلة ملكة الجنس اللطيف موضوعات تخص المساواة بين الجنسين والسن المناسب للزواج، وابتعدت منشورات المجلة عن أي انتماء سياسي وركزت بدلاً من ذلك على هدفها، كما قال ملكة وهو: "تمكين المرأة كإنسان يعرف أن الحرية لا تتعلق بالمكياج، وارتداء الملابس الفاخرة، والتباهي، والافتقار إلى الاعتدال وضبط النفس.
ودَعت إلى المساواة بين الجنسين وتمكين المرأة من العمل في كافة القطاعات. وكان لها الدور المؤثر بثورة المرأة عام 1919 في مصر.
كانت تعتقد أن التحرر العقلي للمرأة أهم من تحررها الجسدي، والذي في رأيها، غير مفيد لكل من النساء ومجتمعهن.
2. (ربة الدار) وهو كتاب يبحث في التدبير المنزلي واعمال المنزل، وقد طبعته لها مطبعة التوفيق بالقاهرة سنة 1915م، وبسبب قيمة الكتاب العلمية فقد تقرر ان ذاك الوقت تدريسه في مدارس وزارة المعارف.
ولقد ذكرت ملكة سعد في كتابها الرائد "ربة الدار " وبناء علي وصف المؤرخة الأمريكية بث بارون Beth Baron  للكتاب ؛ حيث ذكرت  ملكة سعد محتويات المكتبة  التي يجب أن توجد في كل دار ؛  فلقد شملت قائمة  من المؤلفين شملت بعض السيدات  مثل ( أوليفيا عبد الشهيد – ملكة هاشم  ) كما تراوحت عناوين  الكتب  بين القديم والجديد  وقائمة الكتب مرتبة  حسب الموضوع (   كتب صحية – أخلاقية – اجتماعية – تاريخية ) وذكرت ملكة من ضمن ذكرت من قوائم الكتب مثل كليلة ودمنة ؛ وتحتل كتب قاسم امين أهمية خاصة في قائمتها. أما الكتب التاريخية؛ فلقد أعطت تركيزا خاصاً على أعمال جورجي زيدان.  وفي قائمة المجلات؛ شملت مجلات (المقتطف – الهلال – الجنس اللطيف – فتاة الشرق – الحياة) وخلت القائمة من كتب الشعر؛ وتوصي ملكة سعد في كتابها باحترام الكتب وحمايتها من العبث -استعمال الكتاب والسماح بإعارته للأصدقاء بعد ترقيم الكتاب وتسجيل رقمه الكتاب المعار - تجليد المجلات (لمزيد من الشرح والتفصيل راجع: -بث بارون: -النهضة النسائية في مصر؛ الصفحات من 85 - 86)

## إنجازاتها
1- هي واحدة من قائدات وزعيمات ثورة 1919م، فقد كانت تشارك في تنظيم المظاهرات والسير فيها. كما كانت أيضا من صديقات هدى شعراوي و وصيفة زغلول في العملين الوطني والنسائي، وكانت تحث المصريين على مقاطعة لجنة ملنر التي أتت الى مصر لبحث أسباب ثورة المصريين ضد الإنجليز.
2- شاركت ملكة في تأسيس جمعية(نشر الفضيلة والآداب الدينية)، حيث أسندت رئاسة الجمعية اليها، أما اهتمام هذه الجمعية فقد تمثل في علاج الآفات الاجتماعية التي كانت يعاني منها المجتمع المصري آنذاك فقد كانت الجمعية تدعو الى القضاء على الرذيلة ورفع المستوى الخلقي وبث الفضيلة، وذلك من خلال تشجيع الزواج بتسهيل إجراءاتهِ كالحد من المغالاة في المهور وتقليل قيمته، أيضا عملت الجمعية على محاربة تجارة الرقيق الأبيض واحترام قيمة الانسان وكذلك بيوت الميسر، كما كانت الجمعية تهدف الى تربية الفتيات اللقيطات وتعليمهن العلوم والمعارف العامة الى جانب توفير عمل يتكسبن منه رزقهن، وكذا اهتمت بالدعوة الى زي نسائي محتشم، وحث الأغنياء على مساعدة المحتاجين من خلال إنشاء المدارس واطعام الفقراء منعاً للتسول.

## اهدافها
استهدفت كتاباتها النساء الشرقيات بخمسة مبادئ رئيسية:
- تحسين مكانة المرأة الشرقية لتحقيق المساواة والوصول الى المكانة التي وصلت اليها المرأة الغربية.
- إعلام النساء الشرقيات بوضعهن بالنسبة للرجل.
- توعية النساء الشرقيات بمسؤوليتهن تجاه بلدهن وأسرتهن وأطفالهن وأزواجهن.
- مساعدة النساء الشرقيات للتخلص من الأفكار المتعلقة بالعادات والتقاليد القديمة الراسخة.
- تهدئة عقول النساء الشرقيات من خلال اضافة نكات بين الحين والآخر لتلطيف الأجواء.[1]